# Liste von Rollen von Herbert Graedtke
Die Liste von Rollen von Herbert Graedtke enthält Rollen des Schauspielers Herbert Graedtke.

## Rollen
- Weston bzw. Cotton, Pferdedieb (Pferdediebe in Arkansas, J. Heimann)
- Joe Brockney, Hals Freund (Goldsucher in den Rocky Mountains, Lutz Günther)
- Vitek, Wachtmeister (Der König des Böhmerwaldes, Wolfgang Krüger)
- Der Texas-Joe, Bandenführer (Abenteuer am Mississippi, H. Burger und Stefan Heym)
- Sultan Saladin (Nathan der Weise, Gotthold Ephraim Lessing)
- Puchow (Abrechnung, Wladimir Tendrjakow)
- Artotrogus, Parasit (Der Maulheld, Joachim Knauth)
- Mantek (Buridans Esel, Plenzdorf)
- Instrukteur und Der späte Gast (Die Preußen kommen, Claus Hammel)
- Gluthammer, ein Schlosser (Der Zerrissene, Johann Nestroy)
- Der Mann (Match, J. Groß)
- Andrej Golubjew (Allein mit allen, Gelman)
- Der empörte Zuschauer (Die öffentliche Meinung, Aurel Baranga)
- Der 2. Alte, Ein gewaltiger Mann aus zwei Hälften und Volk (Märchen von einem, der auszog, das Fürchten zu lernen, Paul Gratzik nach Grimm)
- 1. Patient (Der Mensch lebt zweimal, Ulf Keyn)
- Angelo, ein Goldschmied (Die Komödie der Irrungen, William Shakespeare)
- Paris, ein junger Edelmann und Graf Montague (Romeo und Julia, Shakespeare)
- Poins (Heinrich IV., Shakespeare)
- Don Pedro, Prinz von Arragon (Viel Lärm um nichts, Shakespeare)
- Fjodor Iwanowitsch (Die ist doch nicht normal! (Sinulja), Gelman)
- Achilles (Die schöne Helena, Hacks / Jacques Offenbach)
- James Power, Skalpjäger (Tochter der Dakota, H. Menschel)
- Ordonnanz (Saschka, W. Kondratjew)
- Kássym (Die Straße des Sämanns, Tschingis Aitmatow)
- Hatch (Die See, Edward Bond)
- Jupiter (Amphitryon, Hacks)
- Waska Pepel (Nachtasyl, Maxim Gorki)
- Georg (Götz von Berlichingen, Johann Wolfgang von Goethe)
- Thoas (Iphigenie auf Tauris, Goethe)
- Regolo, Schrankenwärter (Ambrosio tötet die Zeit, A. und E. Fauquenz)
- Ankündiger, Musketier und Gardist (Die drei Musketiere, H. Maaß und P. M. Schneider)
- Augustin Ferraillon (Der Floh im Ohr, Georges Feydeau)
- Ein Offizier (Maß für Maß, Shakespeare)
- Kapitän Langstrumpf und Blom, Dieb (Pippi Langstrumpf, Astrid Lindgren)
- Der König (Der gestiefelte Kater, H. Kahlau)
- Puntila (Herr Puntila und sein Knecht Matti, Bertolt Brecht)
- Motes und Amtsvorsteher von Wehrhahn (Der Biberpelz, Gerhart Hauptmann)
- Tartuffe (Tartuffe, Molière)
- Willy Loman (Tod eines Handlungsreisenden, Arthur Miller)
- Florindo Aretusi und Pantalone de Bisognosi (Der Diener zweier Herren, Carlo Goldoni)
- Kutscher aus Neapel, Ladenjunge und Postbote (Das Lügenmaul, Goldoni)
- Justizrat Fleisch, später Direktor Knauer (Die Feuerzangenbowle, Heinrich Spoerl)
- Robert, ein junger Gärtner (Das Feuerwerk, Musical, Paul Burkhard)
- Herr Schultz (Cabaret, John Kander / Joe Masteroff / Fred Ebb)
- Hofnarr Touchstone (Wie es euch gefällt, Shakespeare)
- Jupiter (Amphitryon, Kleist)
- Doolittle (My Fair Lady, Frederick Loewe und Alan Jay Lerner)
- Sir Toby Rülps (Was ihr wollt, Shakespeare)
- Biondello und Curtis (Der Widerspenstigen Zähmung, Shakespeare)
- Miller (Kabale und Liebe, Friedrich Schiller)
- Schwarz (Die Räuber, Schiller)
- Offizier / Herzog von Feria (Don Carlos, Schiller)
- Klapproth (Pension Schöller, Wilhelm Jacoby, Carl Laufs)
- Kapellmeister Bonno (Amadeus, Peter Shaffer)
- Dottore (Liebe, List und Leidenschaft, Goldoni)
- Sganarelle (Don Juan, Molière)
- Béralde, Bruder des Argan und Doktor Diafoirus (Der eingebildet Kranke, Molière)
- Sam (Der Witwenclub, Ivan Menschell)
- Petterson (Pettersson und Findus, Sven Nordqvist)
- Onkel Heinz (Sonnenallee, Buck)
- Brovnik (Baumeister Solness, Henrik Ibsen)
- Kellner (Außer Kontrolle, Cooney)
- Old Shatterhand und Großer Bär (Der Schatz im Silbersee, May)
- General (Old Surehand, May)
- Tante Droll (Der Ölprinz, May)
- Old Firehand (Winnetou II, May)
- Graf Ferdinando de Rodriganda y Sevilla, Sohn von Graf Manfredo (Das Waldröschen, May)
- Magnus Gottschalk, Schauspieler und Theaterdirektor (Mephisto, Ariane Mnouchkine nach Klaus Mann)
- Wachtmeister Dimpfelmoser (Der Räuber Hotzenplotz, Otfried Preußler)
- Werner Stauffacher (Wilhelm Tell, Schiller)
- Philipp der Gute, Herzog von Burgund (Die Jungfrau von Orleans, Schiller)
- Stewart (Unter Geiern – Der Geist des Llano Estacado, May)
- Schnock (Ein Sommernachtstraum, Shakespeare)
- Klekih-Petra und Inszenierung (Winnetou I, May)
- Egeon (Die Komödie der Irrungen, Shakespeare)
- Narr (Woyzeck, Büchner)
- Stefano Barbaruccio (Eine Nacht in Venedig, Johann Strauß)
- Paul, Garderobier von Mr. Graham (Kiss Me, Kate, Cole Porter)
- Ein Kellner / Sprecher (Giuditta, Franz Lehár)
- Der Ministerpräsident (Der Zarewitsch, Lehár)
- Oberst Pritschitsch (Die lustige Witwe, Lehár)
- Shanton Case (Scherben, Miller)
- Pastor Kimball, Walter und Bettler (Die Dreigroschenoper, Brecht / Kurt Weill)
- Ammos Fjodorowitsch Ljapkin-Tjapkin (Der Revisor, Nikolai Gogol)
- Bannermann (Zwei Krawatten, Mischa Spoliansky)
- Iwan Iwanowitsch Triletzki sen. (Platonow, Anton Tschechow)
- Doktor Bojarski (Sein oder Nichtsein, Jan Mendell)
- Champbourcy (Das Sparschwein, Eugène Labiche)
- Kreon (Medea, Euripides)
- Jason (Medea Stimmen, Christa Wolf)
- Sir Willoughby Drake (Und alles auf Krankenschein, Cooney)
- Carabas-Barabas (Burattino, Matthias Liebig)
- Attila (Die Nibelungen, Andreas Knaup)
- Nikita Sergejewitsch Chruschtschow (Revue 60)
- Der Regenfritz / Der Weihnachtsmann (Peterchens Mondfahrt, Gerdt von Bassewitz)
- Der Riese Wulfgrambär (Siegfried, der Drachentöter, Horst Kleineidam)
- Weigel, Bezirksgendarm (Kater Lampe, Emil Rosenow)
- Borisláw (Moped, Nedjalkow Jordanow)
- Lehmann, Portier, Revue (Kleiner Mann – was nun?, Tankred Dorst und Peter Zadek nach Hans Fallada)
- Zar Wasserwirbel (Zar Wasserwirbel, Jewgeni Schwarz)
- Much und Ralf Brewer, Sheriff von Nottingham (Robin Hood, Karlheinz Rahn)
- Boris Borissytsch (Die Frühreifen, Semjon Laskin)
- Chor (Biedermann und die Brandstifter, Max Frisch)
- Teske (Vor aller Augen, Rudi Strahl)
- Adam (Adam und Eva und kein Ende, Strahl)
- Christoph Dannhauser (Kurier der schwarzen Jäger, Gottfried Grohmann)
- Jonas (Die neuen Leiden des jungen W., Ulrich Plenzdorf)
- Bürger (Geister in Kitahama, Kobo Abe)
- Dshafar, der Wucherer und Steuerpächter (Nasreddin in Buchara, Leonid Solowjow und Viktor Witkowitsch)
- Dolochow (Krieg und Frieden, Leo Tolstoi)
- Gawril und Mitglied der Blasmusik (Januar, Jordan Raditschkow)
- Nino Schillaci, genannt Liolà (Liolà, Luigi Pirandello)
- Hase (Zwei auf dem Pferd, einer auf dem Esel, Oldřich Daněk)
- Cosme, Diener (Dame Kobold, Pedro Calderón de la Barca)
- Basarbái, Viehzüchter (Zeit der Wölfe, Plenzdorf nach Tschingis Aitmatow)
- Hochzeitsgast (Am Tage der Hochzeit, Viktor Rosow)
- Dritter Totengräber und Kommissar (Siebentens: Stiel ein bißchen weniger, Dario Fo)
- Piquoiseau (Zum Goldenen Anker, Marcel Pagnol)
- Perkins, Butler (Inspektor Campbells letzter Fall, Saul O’Hara)
- Panzerleutnant / Fallschirmjäger (Winterschlacht, Johannes R. Becher)
- Russakow (Das Wetter für morgen, Michail Schatrow)
- Der Chef (Von Mäusen und Menschen, John Steinbeck)
- Arthur Graham (Hokuspokus, Curt Goetz)
- Karl Gross, Weinhändler aus Berlin (Der Raub der Sabinerinnen, Franz und Paul von Schönthan)
- Warner Purcell, Schauspieler (Kugeln überm Broadway, Woody Allen)
- Der Polizist (Der Besuch der alten Dame, Friedrich Dürrenmatt)